# Liebenburg
Liebenburg é um município da Alemanha localizado no distrito de Goslar, estado de Baixa Saxônia.